# ماد بانی
ماد رز «لورس» بانی (انگلیسی: Maude Rose "Lores" Bonney؛ ۲۰ نوامبر ۱۸۹۷–۲۴ فوریه ۱۹۹۴) یک خلبان انگلیسی متولد آفریقای جنوبی بود. او نخستین زنی بود که از استرالیا تا بریتانیا به تنهایی پرواز کرد.

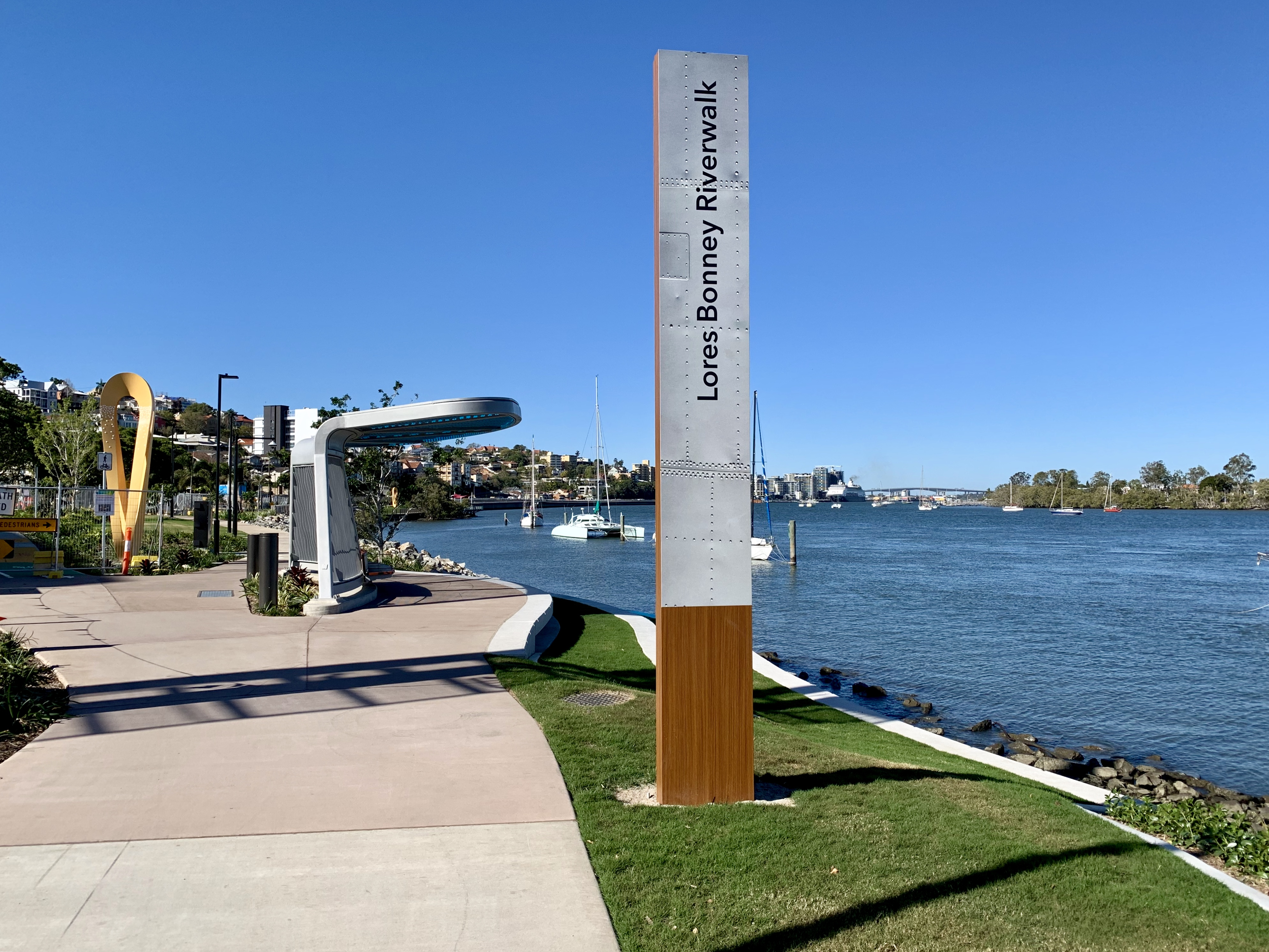
پیاده‌روی رودخانه لورس بانی در همیلتون، کوئینزلند

## جوایز
- ۱۹۳۴ - نشان امپراتوری بریتانیا[۲]
- ۱۹۹۱ - نشان استرالیا[۳]